# Suikerbrood (suiker)

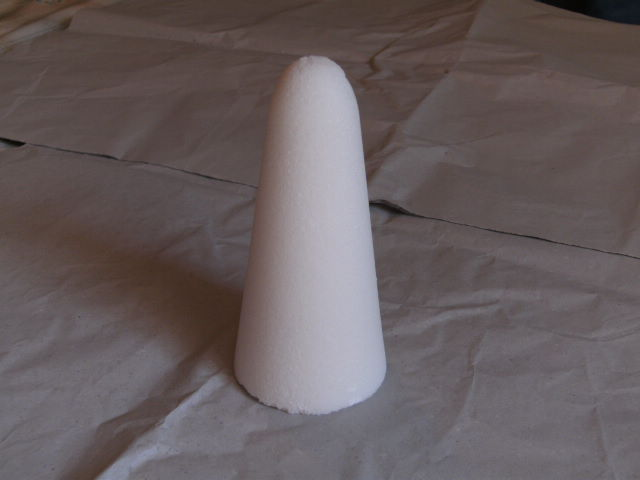
Suikerbrood

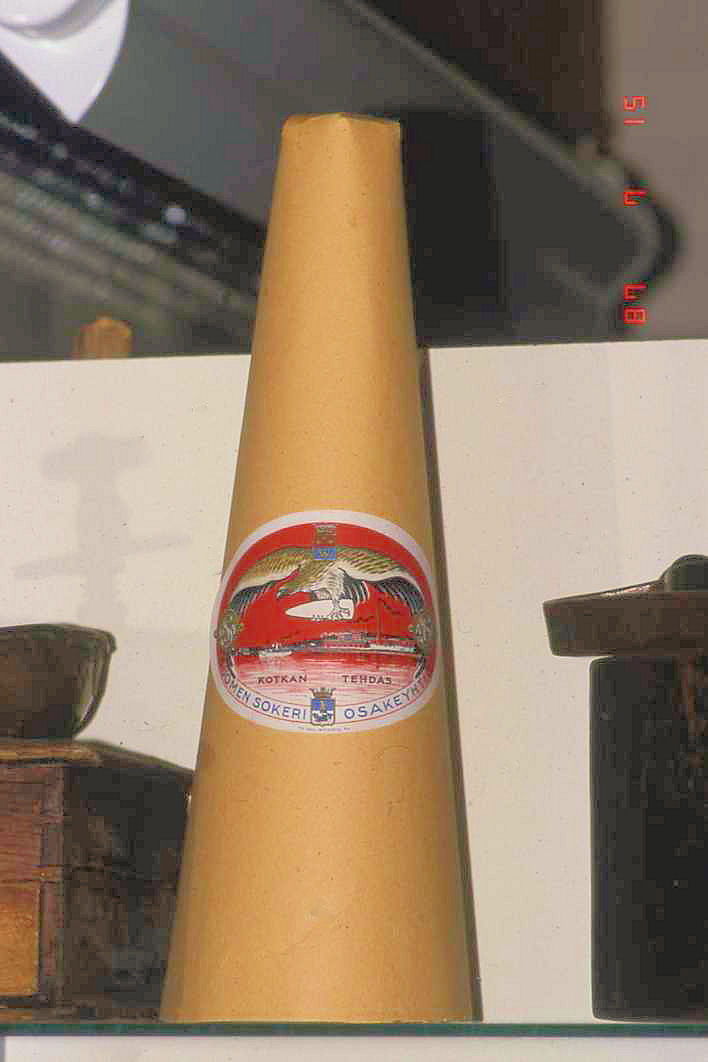
Een verpakt suikerbrood

Een suikerbrood is een klomp van ongeveer vijf kilo suiker, uitgekristalliseerd in de vorm van een kegel met afgeronde neus. Een suikerbrood werd als het ware gegoten waarbij het overtollige water wegliep in een gaatje in de punt.
In deze vorm werd suiker vaak in de industrie gebruikt, bijvoorbeeld voor het maken van jam. Het was ook een hanteerbare manier om suiker te vervoeren en er steeds wat nodig was af te breken

## Galerij

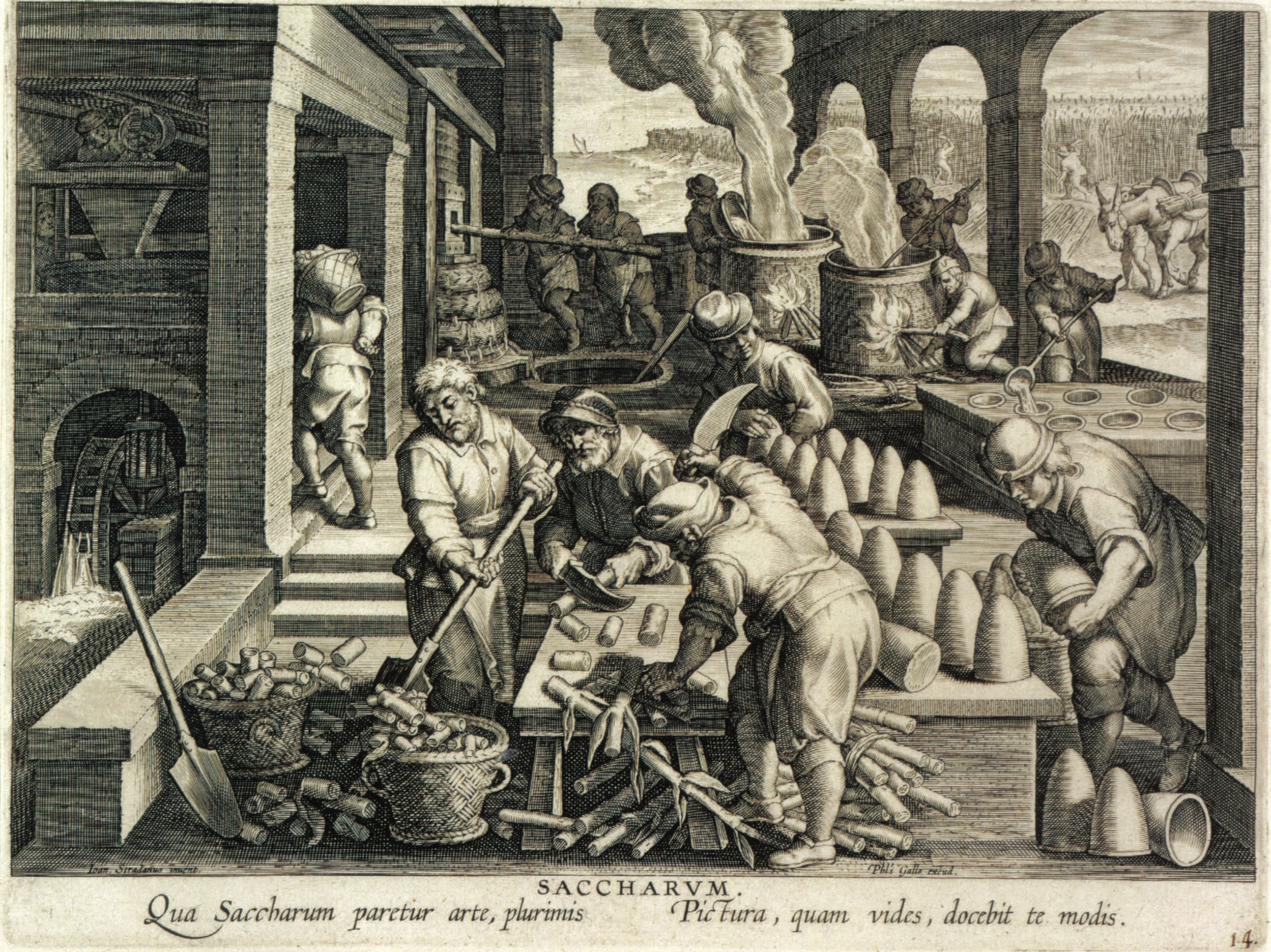
Suikerfabriek waar suikerbroden worden gemaakt
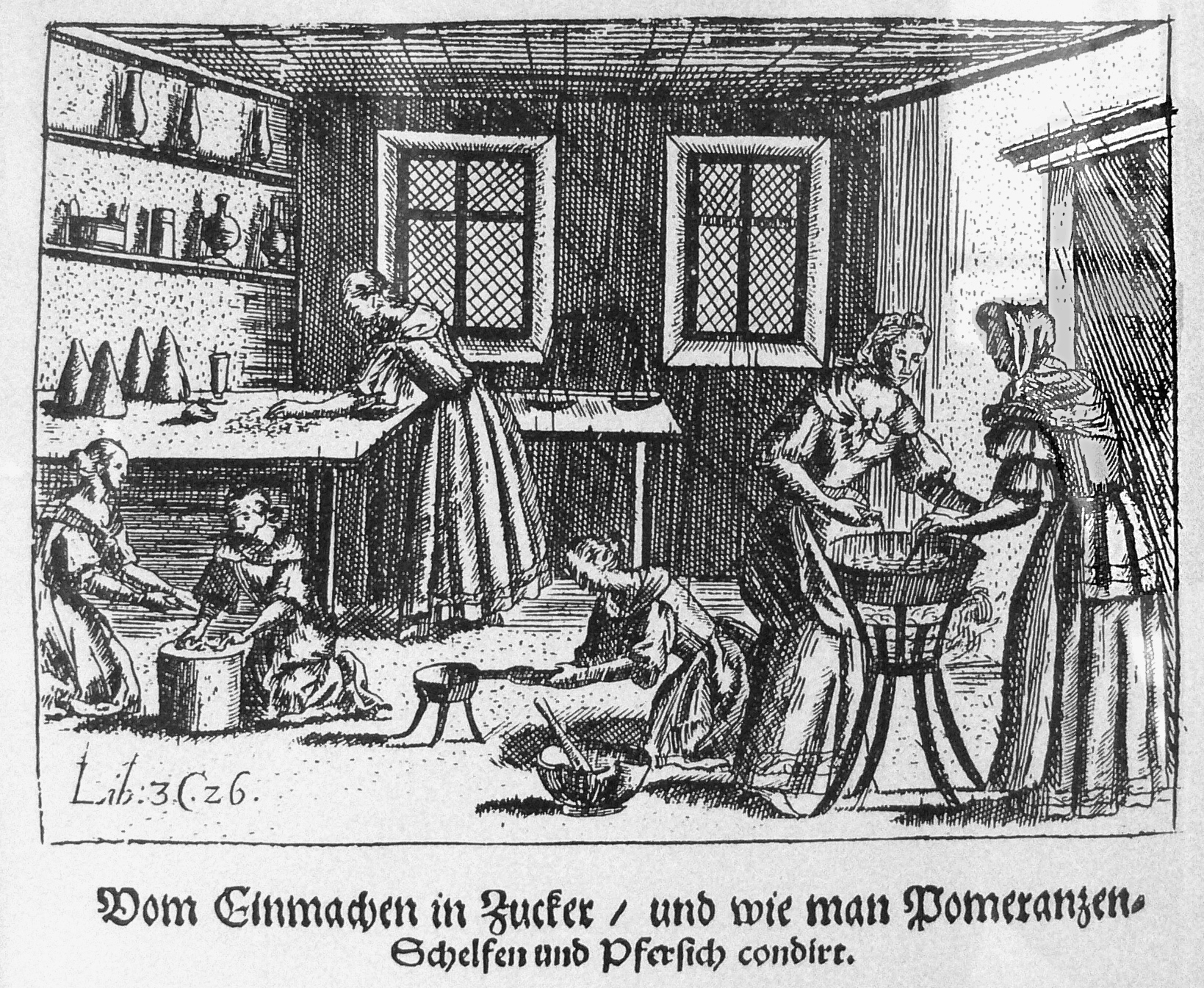
Jamproductie met suikerbroden

## Vernoemingen
- De Pão de Açúcar in Brazilië wordt in het Nederlands ook wel Suikerbroodberg genoemd.